# United Statesklasse
De United Statesklasse was een Amerikaanse klasse van supervliegdekschepen vlak na de Tweede Wereldoorlog. Er waren vier schepen van deze klasse gepland. De bouw van het eerste schip, de USS United States, werd goedgekeurd en ving aan in 1949 om vijf dagen later al te worden stopgezet. De vernieuwende concepten van de United States-klasse kwamen in de jaren 1950 terug in de Forrestal-klasse.

## Geschiedenis
Na jaren van planning keurde de Amerikaanse president Harry S. Truman op 29 juli 1948 de plannen voor de United Statesklasse goed. Het type was radicaal anders dan vroegere vliegdekschepen. Het zou ook de eerste klasse van supervliegdekschepen - vliegdekschepen met een deplacement van meer dan 75.000 ton - worden. De klasse was ontworpen om kernbommenwerpers van meer dan 45 ton te laten opstijgen en landen. De schepen zouden daartoe langer dan 300 meter zijn en vier katapulten en vier liften krijgen. Ze waren vooral bedoeld als een platform voor kernbombardementen op grote afstand. Op 18 april 1949 werd de kiel (schip)&kiel van het eerste schip uit de klasse, de USS United States, gelegd.
De Amerikaanse luchtmacht was intussen niet opgezet met al deze plannen. Zij waren toen immers de enigen in het Amerikaanse leger die kernwapens hadden en de zeemacht bedreigde dat monopolie. Toenmalig minister van defensie Louis Johnson werd onder druk gezet. Omdat er daarnaast ook nog eens budgettaire beperkingen waren besloot die op 23 april 1949 het hele project af te blazen, vijf dagen nadat de bouw van het eerste schip was begonnen. Het gebeuren leidde tot de opstand van de admiraals waarbij verscheidene hoge functionarissen ontslag namen. In 1950 werd de Amerikaanse marine alsnog uitgerust met kernwapens op de USS Franklin D. Roosevelt (CV-42). Het revolutionaire ontwerp van de United Statesklasse was in de jaren 1950 ook terug te vinden in de Forrestal-klasse.

## Schepen
- USS United States (CVA-58): Kiellegging in 1949 en vijf dagen later geannuleerd.
- Geen naam (CVA 59): Niet gebouwd.
- Geen naam (CVA 60): Niet gebouwd.
- Geen naam (CVA 61): Niet gebouwd.